# 651 Antikleia
A 651 Antikleia egy a Naprendszer kisbolygói közül, amit August Kopff fedezett fel 1907. október 4-én.